# Gottlieb Samuel Studer
Gottlieb Samuel Studer (Langnau im Emmental, 5 agosto 1804 – Vienna, 22 dicembre 1890) è stato un alpinista svizzero.

## Biografia
Era figlio di Sigmund Gottlieb. Dopo la morte del padre la famiglia si trasferì a Berna, dove Studer divenne segretario del dipartimento di giustizia e polizia del Canton Berna, più tardi divenne prefetto (Regierungsstatthalter) della città di Berna.
Nel settembre del 1843 compì la prima ascensione del Wildhorn (3,248 m), vetta delle Alpi Bernesi.
Con il geologo Theodor Simler e il dottor Melchior Ulrich, fondarono il Club Alpino Svizzero nel 1857 ispirandosi all'Alpine Club inglese.
Nel 1866 abbandonò il servizio dello Stato e si dedicò completamente allo studio e all'esplorazione delle Alpi. Tra il 1869 e il 1871 scrisse Über Eis und Schnee, un'opera in tre volumi sulla storia delle scalate delle Alpi Svizzere.
In sessant'anni Studer scalò 650 vette di Alpi Bernesi, Alpi Pennine, Delfinato, Tirolo, Pirenei e Norvegia.